# Cascalho (Cordeirópolis)
Cascalho é um bairro rural (aglomerado rural) do município brasileiro de Cordeirópolis, que integra a Região Metropolitana de Piracicaba, no interior do estado de São Paulo.

## História

### Origem
O bairro Cascalho surgiu em 1885, com a criação do Núcleo Colonial do Cascalho em território do município de Limeira.
As terras foram vendidas pelos herdeiros do Barão de Cascalho para o Estado, que as dividiu em pequenas propriedades de terra com a finalidade de receber os imigrantes, sendo o bairro a sede urbana do núcleo. 

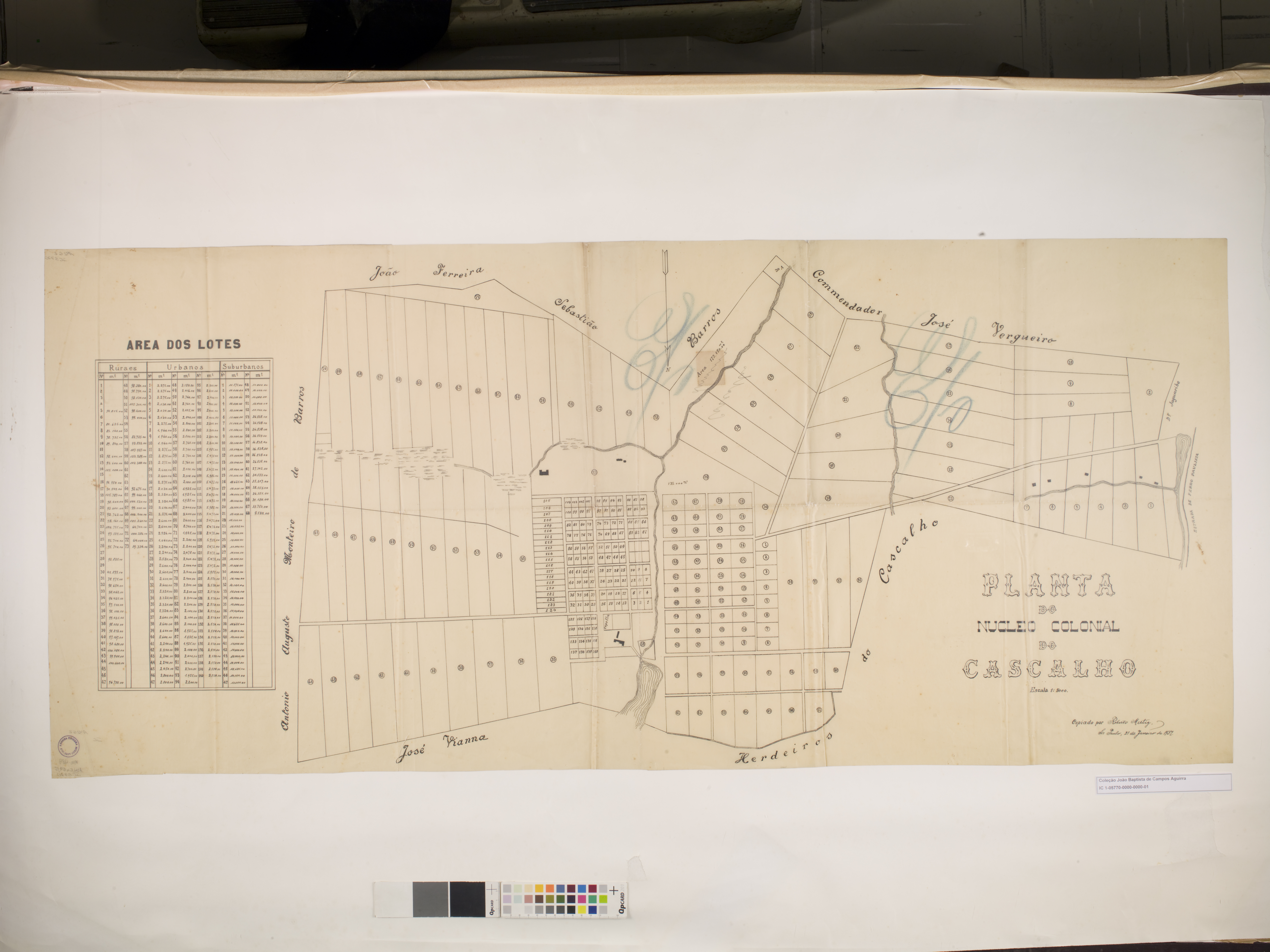
Planta do Núcleo Colonial do Cascalho.

A grande maioria da população residente é descendente de imigrantes italianos. A pequena propriedade foi um fator determinante para que a cultura do lugar fosse preservada.

### Formação administrativa
- Pedido para criação do distrito através de processo que deu entrada na Assembléia Legislativa do Estado de São Paulo no ano de 1900, mas o processo foi arquivado[8].
- Passou a pertencer ao município de Cordeirópolis através da Lei n° 233 de 24/12/1948[9].

## Geografia

### Demografia

#### População urbana
| Crescimento população urbana | Crescimento população urbana | Crescimento população urbana | Crescimento população urbana |
| Censo                        | Pop.                         |                              | %±                           |
| ---------------------------- | ---------------------------- | ---------------------------- | ---------------------------- |
| 1980                         | 378                          |                              | —                            |
| 1991                         | 349                          |                              | −7,7%                        |
| 2000                         | 311                          |                              | −10,9%                       |
| 2010                         | 335                          |                              | 7,7%                         |
| Fonte: IBGE e Fundação SEADE |                              |                              |                              |

Até o Censo 2010 (IBGE) Cascalho era classificado pelo IBGE como aglomerado rural.

### Rodovias
Os principais acessos para o bairro Cascalho são a Rodovia Constantino Peruchi (SP-316) e a Rodovia Anhanguera (SP-330).

## Serviços públicos

### Educação
- EMEIEF "Jorge Fernandes"

### Transportes
O transporte coletivo urbano é feito através de linhas com ligação direta para a sede do município.

### Saneamento
O serviço de abastecimento de água é feito pelo Departamento Autônomo de Água e Esgoto (DAAE).

### Energia
A responsável pelo abastecimento de energia elétrica é a Neoenergia Elektro, antiga CESP.

## Atividades econômicas
Com uma economia bastante diversificada, nas pequenas propriedades do bairro destacam-se a fruticultura, avicultura, suinocultura, milho e também produção de mudas de citros e plantas ornamentais.

## Cultura

### Festas
Devido a grande maioria da população residente ser descendente de imigrantes Italianos, o lugar é marcado e conhecido devido à cultura italiana herdada desses imigrantes, e dentre a cultura há o destaque para as festividades religiosas ali comemoradas.
São realizadas inúmeras festividades onde a tradição dos costumes italianos de outrora mistura-se com a religiosidade cristã. Há um calendário anual de atividades que congrega a comunidade do lugar e também de toda a região, com festividades e comemorações mensais e anuais. Entre as festas anuais destacam-se o Almoço na Roça, a Festa Italiana, a Festa da Padroeira e Festa do Milho Verde.

## Religião
O Cristianismo se faz presente no bairro da seguinte forma:

### Igreja Católica
- Paróquia Nossa Senhora Assunção - faz parte da Diocese de Limeira[17].